# (33741) 1999 NB50
1999 NB50 (asteroide 33741) é um asteroide da cintura principal. Possui uma excentricidade de 0.22767350 e uma inclinação de 11.90581º.
Este asteroide foi descoberto no dia 13 de julho de 1999 por LINEAR em Socorro.